# 逆転 (映画)
『逆転』（ぎゃくてん、原題：The Prize）は、1963年のアメリカ合衆国の映画。
アーヴィング・ウォーレスの小説『小説ノーベル賞』を映画化した作品。監督はマーク・ロブソン。出演はポール・ニューマンなど。

## キャスト
| 役名                        | 俳優                      | 日本語吹替                                                        |
| 役名                        | 俳優                      | NETテレビ版                                                       |
| --------------------------- | ------------------------- | ----------------------------------------------------------------- |
| アンドリュー・クレイグ      | ポール・ニューマン        | 川合伸旺                                                          |
| ストラトマン博士            | エドワード・G・ロビンソン | 富田耕生                                                          |
| インガ―・リザ・アンデルセン | エルケ・ソマー            | 武藤礼子                                                          |
| エミリー・ストラットマン    | ダイアン・ベイカー        | 渋沢詩子                                                          |
| フェラーリー博士            | セルジオ・ファントーニ    | 細井重之                                                          |
| バート・ヤコブソン          | レオ・G・キャロル         | 真木恭介                                                          |
| エッカート                  | ジョン・ウェングラフ      | 塩見竜介                                                          |
| デニス・マルソー博士        | ミシュリーヌ・プレール    |                                                                   |
| クロード・マルセー博士      | ジェラール・ウーリー      |                                                                   |
| ジョン・ギャレット博士      | ケヴィン・マッカーシー    |                                                                   |
| ダラニー                    | サッシャ・ピエトフ        |                                                                   |
| モニーク・スービル          | ジャクリーン・ビアー      |                                                                   |
| 不明 その他                 |                           | 筈見純 村松康雄 嶋俊介 緑川稔 北村弘一 原田一夫 沢田敏子 中江真司 |
|                             |                           |                                                                   |
| 演出                        | 演出                      | 山田悦司                                                          |
| 翻訳                        | 翻訳                      | 進藤光太                                                          |
| 効果                        |                           |                                                                   |
| 調整                        |                           |                                                                   |
| 制作                        | 制作                      | 日米通信社                                                        |
| 解説                        | 解説                      | 淀川長治                                                          |
| 初回放送                    | 初回放送                  | 1973年11月18日 『日曜洋画劇場』                                   |

## スタッフ
- 監督：マーク・ロブソン
- 製作：パンドロ・S・バーマン
- 原作：アーヴィング・ウォーレス
- 脚本：アーネスト・レーマン
- 撮影：ウィリアム・H・ダニエルズ
- 音楽：ジェリー・ゴールドスミス